# 聖馬丁縣 (聖地亞哥-德爾埃斯特羅省)

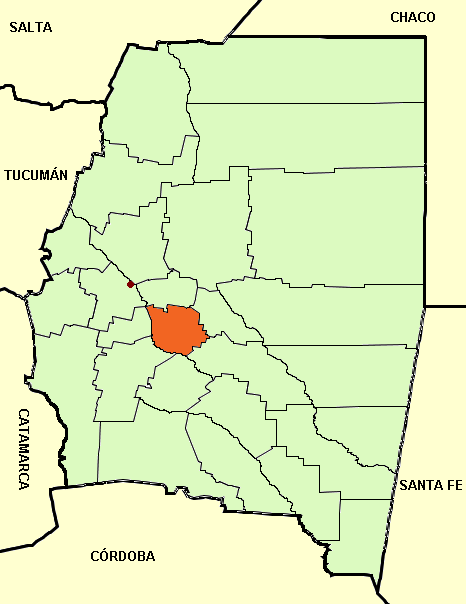

聖馬丁縣（西班牙語：Departamento San Martín），是阿根廷的縣份，位於該國北部聖地亞哥-德爾埃斯特羅省，首府是薩斯特雷，面積2,097平方公里，2010年人口9,831，人口密度每平方公里4.69人。
28°14′39″S 63°56′58″W / 28.24417°S 63.94944°W